# WaveSurfer
WaveSurfer es un editor de audio ampliamente usado para estudio de fonética acústica. Es un sencillo pero relativamente potente programa para mostrar las ondas de presión de sonido, secciones espectrales, espectrogramas, seguimiento de tono y transcripciones. Puede leer y escribir un amplio número de formatos de archivo de transcripción incluyendo TIMIT.
WaveSurfer es software libre, distribuido bajo Licencia permisiva.

## Características
Wavesurfer permite ediciones sencillas de audio, tales como escisión, copiar, pegar y efectos como atenuaciones, normalización, eco, inversión, substitución con silencio.

## Desarrollo
Wavesurfer está escrito en Tcl/Tk usando Snack audio library. Por tanto se puede ejecutar en la mayoría de plataformas, incluyendo Microsoft Windows, Mac OS X, Linux, Solaris, HP-UX, FreeBSD, e IRIX. Se pueden añadir scripts y plugins de apoyo.